# Diocesi di Neila
La diocesi di Neila (in latino Dioecesis Neilena) è una sede soppressa e sede titolare della Chiesa cattolica.

## Storia
Neila, forse identificabile con el-Musennef o più probabilmente con Inkhil, nel sud della Siria, è un'antica sede episcopale della provincia romana d'Arabia nella diocesi civile d'Oriente. Faceva parte del patriarcato di Antiochia ed era suffraganea dell'arcidiocesi di Bosra, come attestato da una Notitia episcopatuum del VI secolo.
A questa diocesi sono attribuiti due vescovi: Gauto, che non prese parte al concilio di Calcedonia nel 451, ma si fece rappresentare dal suo metropolita Costantino di Bosra, che firmò gli atti conciliari al suo posto; e Diocles, attestato da un'iscrizione datata 492.
Dal 1933 Neila è annoverata tra le sedi vescovili titolari della Chiesa cattolica; la sede è vacante dal 9 giugno 1972.

## Cronotassi

### Vescovi residenti
- Gauto † (menzionato nel 451)
- Diocles † (menzionato nel 492)

### Vescovi titolari
- Robert Pobožný † (25 luglio 1949 - 9 giugno 1972 deceduto)